# The Rainbow Princess
Pour plus de détails, voir Fiche technique et Distribution.
The Rainbow Princess est un film américain réalisé par J. Searle Dawley, sorti en 1916.

## Fiche technique
- Titre : The Rainbow Princess
- Réalisation : J. Searle Dawley
- Scénario : Shannon Fife
- Photographie : H. Lyman Broening
- Pays de production : États-Unis
- Format : Noir et blanc - 1,33:1 - Film muet
- Genre : drame
- Durée : 50 minutes
- Date de sortie : 1916

## Distribution
- Ann Pennington : Hope
- William Courtleigh Jr. (en) : Warren Reynolds
- Augusta Anderson (en) : Edithe Worthington
- Grant Stewart : Juge Daingerfield
- Charles Sutton (en) : Pop Blodgett
- Harry Lee : Dave
- Eddie Sturgis (en) : Joe
- Clifford Grey : George Waters
- Herbert Rice : Monsieur Paul
- Queen Pearl : Mademoiselle Fifi
- Amy Manning : Rose